# Долорес (тропічний шторм, 2021)
Тропічний шторм «Долорес» (англ. Tropical Storm Dolores) — сильний тропічний шторм, який у червні 2021 року вразив кілька штатів південно-західної Мексики. Четвертий  названий шторм у сезоні ураганів Тихого океану 2021 року. 
Долорес і Тропічний шторм «Клодетт» в Атлантиці викликали сильні дощі у південно-східній Мексиці та Центральній Америці. На південно-західному узбережжі Мексики невдовзі після того, як Долорес перейшла в тропічний шторм, від Найяріта до Мічоакана, були опубліковані тропічні штормові спостереження та попередження про ураган. Щонайменше троє людей загинули в Мексиці, двоє загинули в Герреро, і один в Халіско.

## Метеорологічна історія

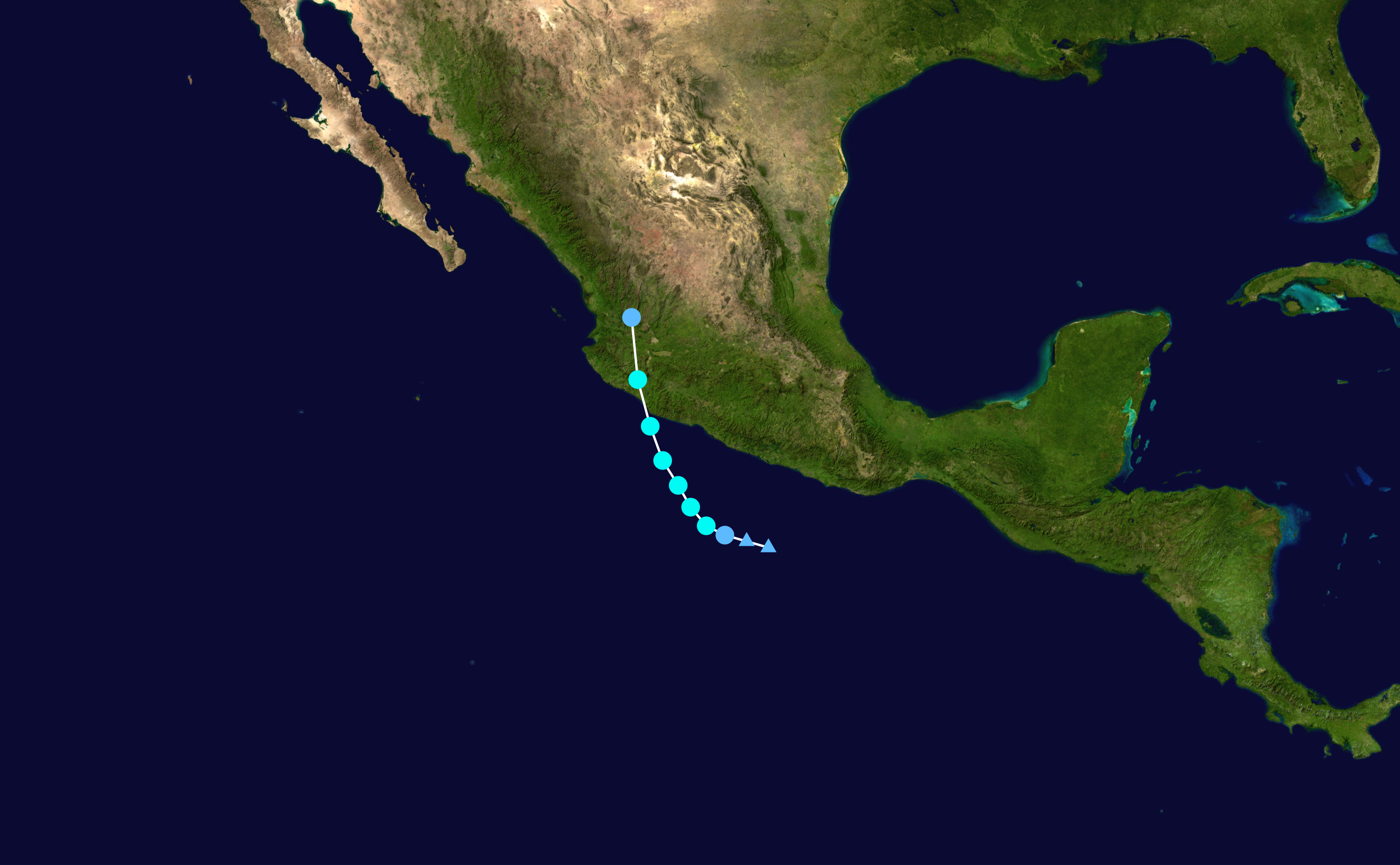
Карта шляху і інтенсивності Тропічного шторму Долорес за шкалою ураганів Саффіра-Сімпсона

15 червня Національний центр ураганів США (NHC) відзначив потенційний розвиток зони низького тиску біля узбережжя південно-західної Мексики.  Наступного дня широка область низького тиску розвинулась, як і було передбачено, і широка область неорганізованих злив і гроз. Збурення мало організовані до початку 18 червня, коли конвекція навколо центру шторму стала більш добре організованою. Одночасно розвинулася закрита поверхнева циркуляція, сигналізуючи про розвиток тропічної депресії о 09:00 UTC того дня. Розширення глибокої конвекції над центром западини, а також збільшення класифікації Дворжака, призвело до його оновлення до тропічного шторму о 15:00 UTC, після чого його назвали Долорес.
Широкий і розгалужений тропічний шторм Долорес поступово посилювався через сприятливі умови до кінця дня. Циклон також зазнав загального руху з півночі на північний захід, огинаючи бік хребта середнього рівня. Глибока конвекція почала розвиватися в більш організованих і великих смугах протягом циркуляції Долорес близько 09:00 UTC 19 червня, і збільшилася охоплення поблизу його центру. Буря продовжувала ставати більш організованими , як він наближався до берегової лінії на південно - заході Мексики, з певним оком. Він досяг піку інтенсивності незадовго до 15:00 UTC того дня з 1-хвилинним постійним вітром 70 миль на годину (115 км/год) і мінімальним барометричним тиском 990 мілібар (29 дюймів рт.ст.). Долорес вийшла на берег відразу після досягнення піку інтенсивності поблизу кордону мексиканських штатів Коліма і Мічоакан, трохи на північний захід від міста Пунта-Сан-Тельмо в останньому штаті. Долорес швидко ослабла над західною Мексикою через гірський рельєф місцевості. 20 червня о 03:00 UTC циклон був понижений до тропічної депресії. Невдовзі після цього поверхнева циркуляція Долорес розсіялася над південно-західним Сакатекасом. Однак його циркуляція середнього рівня та пов’язана з ним волога та активність злива тривали на північ над Мексикою, перш ніж розсіятися пізніше того ж дня.

## Підготовка та наслідки
Курортне місто Пуерто-Вальярта відкрило 20 притулків перед Долорес через очікувані сильні дощі до 15 дюймів (380 мм) і штормовий нагон. 198 притулків було відкрито в 35 муніципалітетах Халіско до того, як Долорес рухалася через цей район у вигляді слабшого, але сильного тропічного шторму. Проливні опади та повені обрушилися на південні частини штату під час переходу Долорес на південь та схід. Міністр національної оборони Мексики Луїс Кресенсіо Сандовал активував план DN-III-Епісля виходу Долорес на берег, що дозволило відправити 2302 військових одиниці для допомоги в наданні допомоги в Колімі, Герреро та Мічоакані. Крім того, у цих штатах було відкрито 190 притулків, 10 притулків і 8 громадських кухонь.
Страхові збитки по всій Мексиці оцінюються в 50 мільйонів доларів США.

### Герерро и Оахака
Попередник Долорес, разом  попередником тропічного шторму Клодетт над затокою Кампече, спричинили сильні дощі на півдні Мексики та Центральнії Америці. Жителям кількох штатів на південному заході Мексики повідомляли про супроводжуючі тропічні штормові вітри, відключення електроенергії, зсуви, розлив річок та поширені періодичні дощі, коли наближалася Долорес. Проливні дощі обрушилися на узбережжя Оахаки, Герреро та Мічоакана, коли циклон наближався до узбережжя. 35 будинків у Герреро були пошкоджені зсувами, викликаними попередніми заворушеннями Долорес. Однак опади, що випали внаслідок шторму, також полегшили поширену посуху, яка вплинула на Герреро та допомогла сільськогосподарському сектору.
У сусідній Оахаці щонайменше десять громад сапотеків постраждали від розливу потоків і річок і пошкодження сільського господарства та інфраструктури через попередників Долорес і Клодетт. Найбільшої шкоди в штаті зазнали регіони Сьєрра-Сур і Коста , де через зсуви стали непрохідними дороги. Двоє людей загинули в Сан-Ніколасі від удару блискавки. 

### Міочакан і Коліма

Тропічний шторм Долорес виходит на узбережжя Мексики, 19 червня

Під час виходу на берег поблизу державного кордону штату Мічоакан і Коліма підрозділ цивільного захисту штату Коліма зазначив, що інфраструктура в прибережних районах зазнала лише незначних пошкоджень. Проте, щонайменше 232 впали дерева  по всьому штату, тоді як біля Текомана випало близько 400 мм (15,75 дюйма) дощу , внаслідок чого повені пошкодили бананові культури та загрожували аквакультурі. Понад 150 людей подолали шторм у евакуаційному центрі в школі в Серра-де-Ортега, Текоман. Щонайменше два будинки були серйозно пошкоджені в результаті повені. 60% бананових врожаїв у Колімі було знищено повені, викликані тропічним штормом, що спричинило зростання цін на банани в штаті. У сусідньому Мічоакані принаймні 20 муніципалітетів постраждали від Долорес після того, як постійні дощі протягом 30 годин спричинили повені та вітер повалив дерева. Сильний дощ спричинив повені, а зсуви заблокували дороги в Ласаро Карденас, Уруапан, Акіла, Чинікуіла. Апацінган, Морелія та Артеага. Потік розлився і спричинив повінь у Віллі Вікторія, Чинікуіла. Через повінь закрили шосе до Сіуатанехо.  Збитки в Мічоакані вважалися мінімальними.

### Халіско і Сіналоа
У Халіско щонайменше 80 будинків в Ель-Ребальсе, були ізольовані через повінь після розливання річки Марабаско. Федеральна комісія по електроенергії (CFE) повідомили 54,399 клієнтів втратили електроенергії в Халіско, Наяріт і Сіналоа через шторм. Чоловік помер на футбольному полі в Сьюдад-Гусман штаи Халіско, після того, як його влучила блискавка. Зовнішні смуги Долорес також викликали незначні повені в Сіналоа.